# Marc Felix Serrao
Marc Felix Serrao (* 1978 in Hannover) ist ein deutscher Journalist. Er ist Chefredakteur der Neuen Zürcher Zeitung in Deutschland.

## Leben
Nach dem Wehrdienst studierte Serrao Politikwissenschaften am Otto-Suhr-Institut der Freien Universität Berlin. 2004/05 war er Visiting Scholar an der Columbia University in New York.
Nach Tätigkeiten als freier Mitarbeiter für den Tagesspiegel und die Welt am Sonntag war er von 2007 bis 2016 bei der Süddeutschen Zeitung beschäftigt, zuletzt als stellvertretender Ressortleiter „Gesellschaft und Stil“. 2015/16 absolvierte Serrao ein berufsbegleitendes Studium zum Master of Business Administration an der WHU – Otto Beisheim School of Management und der Kellogg School of Management. 2016/17 war er als Wirtschaftsredakteur bei der Frankfurter Allgemeinen Sonntagszeitung beschäftigt.
Seit Juli 2017 ist Serrao Leiter des Berliner Büros und seit 2021 Chefredakteur der Neuen Zürcher Zeitung in Deutschland.